# 井上了介
井上 了介（いのうえ りょうすけ、1920年（大正9年）4月10日 - 2000年（平成12年）12月7日）は、日本の銀行家。秋田銀行頭取、会長を歴任した。

## 来歴・人物
秋田県秋田市出身。三菱銀行勤務を経て、秋田銀行入行。審査部長、仙台支店長等を歴任する。
1971年（昭和46年）に竣工となった現本店の建設地選考の際には、当時の役員ほぼ全員が旧本店跡地への建設へと傾いた中、企画部長であった井上が県庁、市役所などが集積し官庁街として新しい街並みが形成されつつあった「山王地区」の将来性に着目。3ヶ月で行内を説得し、同地区への新築へと構想を具体化したは長く行内でエピソードとして語り継がれた。
頭取在任時は、第二次オンラインシステムの稼動、預金残高1兆円の達成、CSモニター制の導入など営業体制の整備にあたった。
1986年（昭和61年）5月6日には、自宅に強盗が入り、夫人ともども7時間あまり脅迫を受け、10万円が奪われるトラブルに巻き込まれたこともあった。
2000年（平成12年）12月7日、間質性肺炎のため逝去。享年80。

## 略歴
- 1942年（昭和17年） - 小樽高等商業学校卒業後、三菱銀行入行。
- 1945年（昭和20年） - 秋田銀行入行。
  - 以降、審査部長、仙台支店長、企画部長等を歴任する。
- 1967年（昭和42年） - 取締役企画部長委嘱。
- 1969年（昭和44年） - 常務取締役経理部長委嘱。
- 1975年（昭和50年） - 専務取締役。
- 1979年（昭和54年） - 頭取。
- 1983年（昭和58年） - 秋田経済研究所理事長。
- 1991年（平成3年） - 会長。
- 1995年（平成7年） - 相談役。
- 2000年（平成12年） - 死去。

## 栄典
- 藍綬褒章 - 1985年（昭和60年）
- 勲三等瑞宝章 - 1991年（平成3年）
- 秋田県文化功労者 - 1995年（平成7年）